# 卡瓦泽雷
卡瓦泽雷（義大利語：Cavarzere），是意大利威尼托大区威尼斯廣域市的一个市镇。总面积140.24平方公里，人口14983人，人口密度106.8人/平方公里（2009年）。国家统计（ISTAT）代码为027006。